# Greif (Schiff, 1866)
Die Greif war ein Radaviso der österreichisch-ungarischen Marine im 19. Jahrhundert und diente als kaiserlich österreichische Staatsyacht.

## Raddampfer Jupiter
Das Schiff wurde im Jahre 1857 als Raddampfer Jupiter gebaut und verdrängte ursprünglich 1.260 Tonnen. 1859 kaufte die österreichischen Marine das Schiff und versenkte es vor der Einfahrt von Malamocco, um den Zugang zur Lagune von Venedig zu sperren.

## Seeschlacht von Lissa
1866 wurde das Schiff von der österreichischen Marine wieder gehoben und zum Radaviso mit 400 PS Leistung umgebaut. Das Schiff wurde mit zwei gezogenen 12-Pfündern bewaffnet und unter dem Namen Greif mit 102 Mann Besatzung in Dienst gestellt. Die Greif nahm am 20. Juli 1866 unter dem Kommando von Fregattenkapitän Kronowetter in Contreadmiral Wilhelm von Tegetthoffs dritter Division an der Seeschlacht von Lissa teil.

## Kaiserliche Yacht
Das Schiff wurde anschließend zur kaiserlichen Yacht umgebaut und von Kaiser Franz Joseph 1869 auf seiner ausgedehnten Schiffsreise in den Nahen Orient und zur Eröffnung des Sueskanals benutzt, begleitet von der Korvette Helgoland. Der Kaiser erwiderte auf dieser Reise einen Staatsbesuch des osmanischen Sultans Abdülaziz und besuchte die Heiligen Stätten in Jerusalem, wo er im Österreichischen Hospiz nächtigte. Des knappen Zeitplans wegen musste der Kaiser am 14. November trotz des stürmischen Wetters mit einem Ruderboot auf die Greif gebracht werden, wobei er ziemlich durchnässt und durchfroren wurde. Seit diesem Tag soll er ein gestörtes Verhältnis zur Seefahrt besessen haben, zahlreiche Anekdoten rankten sich später um dieses Erlebnis.
1884 wurde die Greif außer Dienst gestellt und danach als Hulk genutzt.